# Kneiff
Kneiff u Op Kneiff es una colina situada en el municipio de Ëlwen/ Troisvierges, en el norte de Luxemburgo. Con sus 560 metros, es el punto más alto en el país. Es 1 metro más alto que la colina cercana de Buurgplaatz, que a menudo se considera, erróneamente, el punto más alto de Luxemburgo. Está cerca de la ciudad de Wilwerdange.